# Reporänta

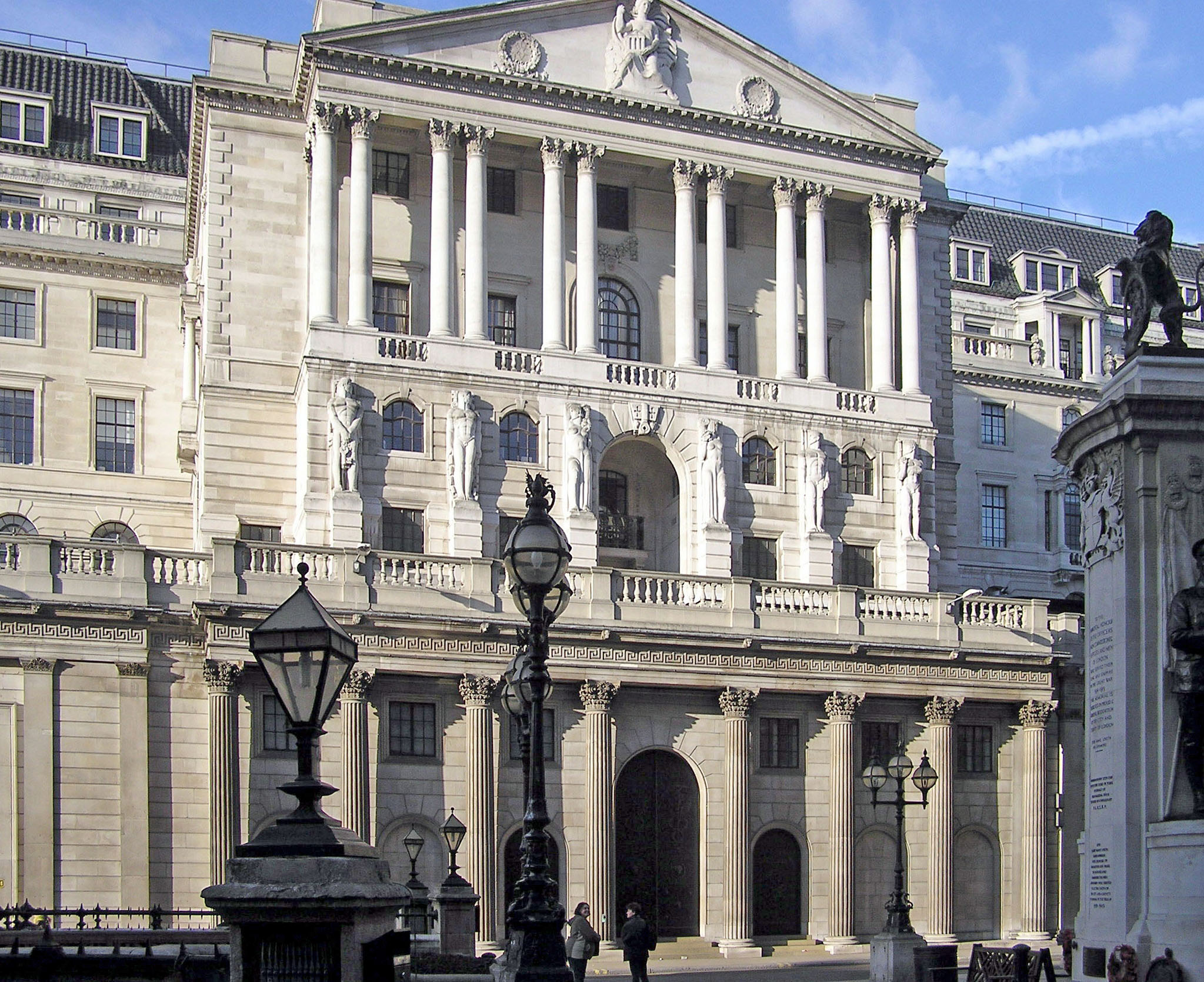
Bank of England, centralbank i Storbritannien, övervakar och kontrollerar landets inflation genom att styra reporäntan i landet.

Reporänta är den ränta som en marknadsbank kan låna eller placera till i nationens riksbank, mot säkerhet i form av värdepapper. Förändringar i reporäntan påverkar marknadsräntorna och därför kallas den ofta styrränta. Ordet reporänta kommer av "repo", vilket är en engelsk term för repurchase agreement, 'återköpsavtal'.
Styrränta är en centralbanks främsta styrmedel för att indirekt påverka inflation och efterfrågan i ekonomin. Påverkan på inflationen åstadkoms genom det som kallas transmissionsmekanismen via flera olika kanaler såsom korta och långa realräntor, växelkursen och mängden krediter. Påverkan sker med olika grad av fördröjning.
Marknadens mekanismer innebär att högre räntor ger lägre inflation och vice versa. Riksbanker har generellt i uppdrag att sträva efter att hålla en stabil inflation och använder då reporäntan som verktyg. Om en riksbank gör bedömningen att inflationen är på väg upp kan den höja reporäntan vilket snabbt gör att alla andra bankers räntor också stiger. På så sätt hålls inflationen nere. Reporäntan är även en påverkande faktor för den nationella valutans växelkurs. Allt annat lika blir det mer attraktivt för investerare som har sin hemvist i andra valutaområden att placera i en annan valuta än sin egen om denna har en högre reporänta.

## Sverige
I Sverige är också Riksbankens inlåningsränta och utlåningsränta knutna till reporäntan. Eftersom en bank hela tiden måste ha en viss mängd likvida medel är de beroende av att göra korta lån i Riksbanken, dag för dag, vecka för vecka. Inlåningsräntan är den ränta som gäller när bankerna sätter in pengar i Riksbanken över natten. Den ligger numera 0,10 procentenheter lägre än reporäntan. Utlåningsräntan fungerar tvärtom: den gäller när banker lånar av Riksbanken över natten, och den ligger 0,75 procentenheter högre än reporäntan.
I juni 2022 slutade riksbanken använda termen Riksbankens reporänta och gick över till termen Riksbankens styrränta.

### Historik
Från december 1985 till maj 1994 var det den så kallade marginalräntan som var Riksbankens vapen mot inflationen. Reporäntan infördes i juni 1994, tillsammans med inlåningsräntan och utlåningsräntan, och dessa tre räntor ersatte alltså marginalräntan som styrmedel. Riksbanken ersatte den 8 juni 2022 termen reporänta med styrränta.
Sedan reporäntan infördes är dess högsta notering 8,91 %, vilket den låg på mellan 5 juli 1995 och 10 januari 1996.
I spåren av finanskrisen 2008-2009 sänktes bankernas styrräntor över världen, så även i Sverige. Den 4 december 2008 gjordes en rekordsänkning på 1,75 procentenheter av repoäntan. Det är den största enskilda sänkningen av reporäntan sedan den infördes som Riksbankens viktigaste styrränta 1994. Den 18 februari 2009 sänktes reporäntan ytterligare en procentenhet till 1,0 %. Nollränta infördes 29 oktober 2014.
27 april 2022 höjde Riksbanken reporäntan och Sverige fick för första gången sedan 2014 positiv ränta.

#### Negativ reporänta
Reporäntan i Sverige sänktes till −0,1 % den 18 februari 2015. Det var första gången någonsin som Riksbanken införde negativ reporänta. Dock hade några andra länder i Europa, t.ex. Danmark och Schweiz, kort tid innan även de infört negativ reporänta. Den 18 mars sänkte Riksbanken åter reporäntan och denna gång med 0,15 procentenheter till −0,25 %. Den 1 juli samma år bestämdes att reporäntan f.o.m. 8 juli skulle sänkas med ytterligare 0,1 procentenheter till −0,35%. Detta delvis som en följd av det osäkra läget i Grekland under tiden.
Den 11 februari 2016 sänktes reporäntan ytterligare med 0,15 procentenheter till −0,50%. Det varade till den 20 december 2018 då riksbanken höjde reporäntan med 0,25 procentenheter till −0,25%.
Vid det penningpolitiska mötet den 18 december 2019 beslutade Riksbankens direktion att höja reporäntan från −0,25 procent till noll procent, vilket verkställdes den 8 januari 2020.